# Grenfell (Nouvelle-Galles du Sud)
Pour les articles homonymes, voir Grenfell.
Grenfell est une ville australienne située dans la zone d'administration locale de Weddin, dont elle est le siège, en Nouvelle-Galles du Sud.

## Géographie
La ville est établie est établie dans la région du Centre-Ouest en Nouvelle-Galles du Sud, à 370 km à l'ouest de Sydney.
Elle est desservie par les trains de NSW TrainLink qui la relie à Sydney via Bathurst et Lithgow.

## Histoire
La localité est créée le 1er janvier 1867 et reçoit son nom en l'honneur de John Granville Grenfell, commissaire à l'or, mort lors d'un affrontement avec des bushrangers en décembre 1866. La ville connaît une brève ruée vers l'or jusqu'au milieu des années 1870. 

## Démographie
| 2001  | 2006  | 2011  | 2016  | 2021  |
| ----- | ----- | ----- | ----- | ----- |
| 1 922 | 2 414 | 2 583 | 2 573 | 2 600 |